# Lars Hall
Lars Göran Ivar Hall (Karlskrona, 30 april 1927 - Täby, 26 april 1991) was een Zweeds modern vijfkamper.

## Biografie
Hall werd in 1952 en 1956 olympisch kampioen moderne vijfkamp. Hij werd als eerste niet militair olympisch kampioen moderne vijfkamp. Grut werd in 1950 en 1951 wereldkampioen individueel en viermaal wereldkampioen met het team.

## Belangrijkste resultaten

### Olympische Zomerspelen
| Jaar | Plaats    | Resultaat                      |
| ---- | --------- | ------------------------------ |
| 1952 | Helsinki  | individueel · team             |
| 1956 | Melbourne | individueel · uitgevallen team |

### Wereldkampioenschappen
| Jaar | Plaats        | Resultaat          |
| ---- | ------------- | ------------------ |
| 1949 | Stockholm     | team               |
| 1950 | Bern          | individueel · team |
| 1951 | Helsingborg   | individueel · team |
| 1953 | Santo Domingo | team               |

1912: Gösta Lilliehöök ·
1920: Gustaf Dyrssen ·
1924: Bo Lindman ·
1928: Sven Thofelt ·
1932: Johan Oxenstierna ·
1936: Gotthard Handrick ·
1948: William Grut ·
1952: Lars Hall
1956: Lars Hall ·
1960: Ferenc Németh ·
1964: Ferenc Török ·
1968: Björn Ferm ·
1972: András Balczó ·
1976: Janusz Pyciak-Peciak ·
1980: Anatoli Starostin ·
1984: Daniele Masala ·
1988: János Martinek ·
1992: Arkadiusz Skrzypaszek  ·
1996: Aleksandr Parygin ·
2000: Dmitri Svatkovski ·
2004: Andrej Moisejev ·
2008: Andrej Moisejev ·
2012: David Svoboda ·
2016: Aleksandr Lesoen ·
2020: Joe Choong ·
2024: Ahmed El-Gendy